# Chroustnatka středomořská
Chroustnatka středomořská (Chiton olivaceus) je druh měkkýše z čeledi chroustnatkovitých.
Je 3–5 cm dlouhá a široká kolem 16 mm. Je schopná se částečně svinout.
Tento druh je rozšířený hlavně v oblasti Středozemního moře, ale byl objeven také v blízkosti Atlantského oceánu. Žije v mělkých vodách a na skalnatých výklencích.